# Прибинці
Прибинці (словен. Pribinci) — поселення в общині Чрномель, Південно-Східна Словенія, Словенія. Висота над рівнем моря: 205,4 м.